# 淮高镇
淮高镇，原为老张集乡，是中华人民共和国江苏省淮安市淮阴区下辖的一个乡镇级行政单位。2018年7月撤销老张集乡、王兴镇、棉花庄镇，设立淮高镇。以原老张集乡、王兴镇所辖区域和原棉花庄镇的十里、袁庄、大福、顾庄、刘河、大兴、军田、大西、新河、联旺、团结、三河12个村委会和鑫园居委会区域为淮高镇行政区域。淮高镇人民政府驻张集村委会境内，办公地址为长青路14号。区划代码改为320804116 。

## 行政区划
淮高镇下辖以下地区：
张集村、代河村、玉尧村、郑湾村、健康村、金星村、孙圩村、洪涯村和新桥村。